# Dmitrij Grigorovič
Dmitrij Pavlovič Grigorovič (rusky Дмитрий Павлович Григорович); 25. lednajul./ 6. února 1883greg. v Kyjevě – 26. července 1938 v Moskvě) byl ruský a později sovětský letecký konstruktér.

## Život

### Mládí a studium
Dmitrij Grigorovič pocházel z rodiny kyjevské technické inteligence. Jeho otec byl prasynovcem ruského spisovatele Dmitrije Vasiljeviče Grigoroviče.
Po ukončení střední školy v roce 1902 pokračoval ve studiích na Kyjevském polytechnickém institutu (Киевский политехнический институт). Od roku 1905 na institutu působila skupina zabývající se letectvím. Jejím vedoucím byl profesor Nikolaj Delone, žák Nikolaje Žukovského, jednoho ze zakladatelů moderní aerodynamiky. Grigorovič se podílel na činnosti skupiny od jejího založení. Před dokončením školy roku 1909 Grigorovič studoval dva semestry aerodynamiku a teorii motorů v belgickém Lutychu.

### Kariéra v letectví
V roce 1909 vyprojektoval Grigorovič svůj první letoun - lehký dvouplošník G-1. Poprvé vzlétl 10. ledna 1910. Jeho další konstrukcí byl jednoplošník podle vzoru Blériota XI. Roku 1911 se Grigorovič přestěhoval do Petrohradu, kde zpočátku pracoval v redakci časopisu Letecký věstník (Вестник воздухоплавания). Později začal působit v podniku Sergeje Ščetinina, první ruské továrně na letadla. Zde v roce 1913 zkonstruoval první ruský létající člun M-1. Následovaly další létající čluny, např. úspěšné typy M-5 a M-9.
Roku 1917 založil vlastní leteckou továrnu, která však byla následující rok sovětskou vládou znárodněna a přešla na výrobu zemědělské mechanizace. Grigorovič poté odešel do Kyjeva, pak do Oděsy a nakonec do Taganrogu. Tam se v místní letecké továrně podílel na konstrukci stíhačky MK-1 Rybka (Рыбка). Později se vrátil zpět do Petrohradu, kde působil v závodu Krasnyj ljotčik. Roku 1922 nahradil N. N. Polikarpova ve funkci vedoucího konstrukční kanceláře v moskevském Leteckém závodě č. 1. V Moskvě Grigorovič zkonstruoval stíhací dvouplošník I-2. V roce 1925 se přesunul opět do Petrohradu (od roku 1924 Leningrad). Zde vytvořil několik typů létajících člunů.
Dne 1. září 1928 byl zatčen, obžalován ze sabotáže a uvězněn v moskevské věznici Butyrka. V dalším roce byla v Butyrkách z uvězněných leteckých odborníků (byl mezi nimi i Polikarpov) vytvořena speciální konstrukční kancelář a Grigorovič byl postaven do jejího čela. Výsledkem jeho spolupráce s Polikarpovem byla stíhačka I-5. V červenci 1931 byl Grigorovič a další uvěznění konstruktéři propuštěni na základě amnestie. Po propuštění pracoval ve své vlastní konstrukční kanceláři. Zemřel 26. července 1938 v Moskvě.

## Letouny D. P. Grigoroviče

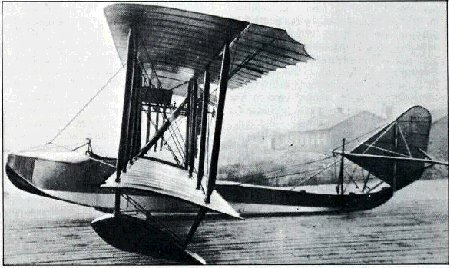
M-5 (1915)
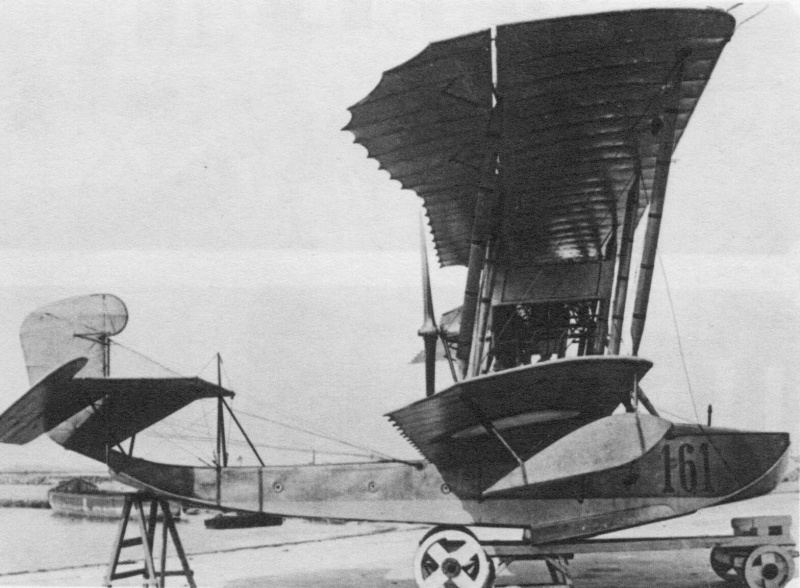
M-9 (1916)
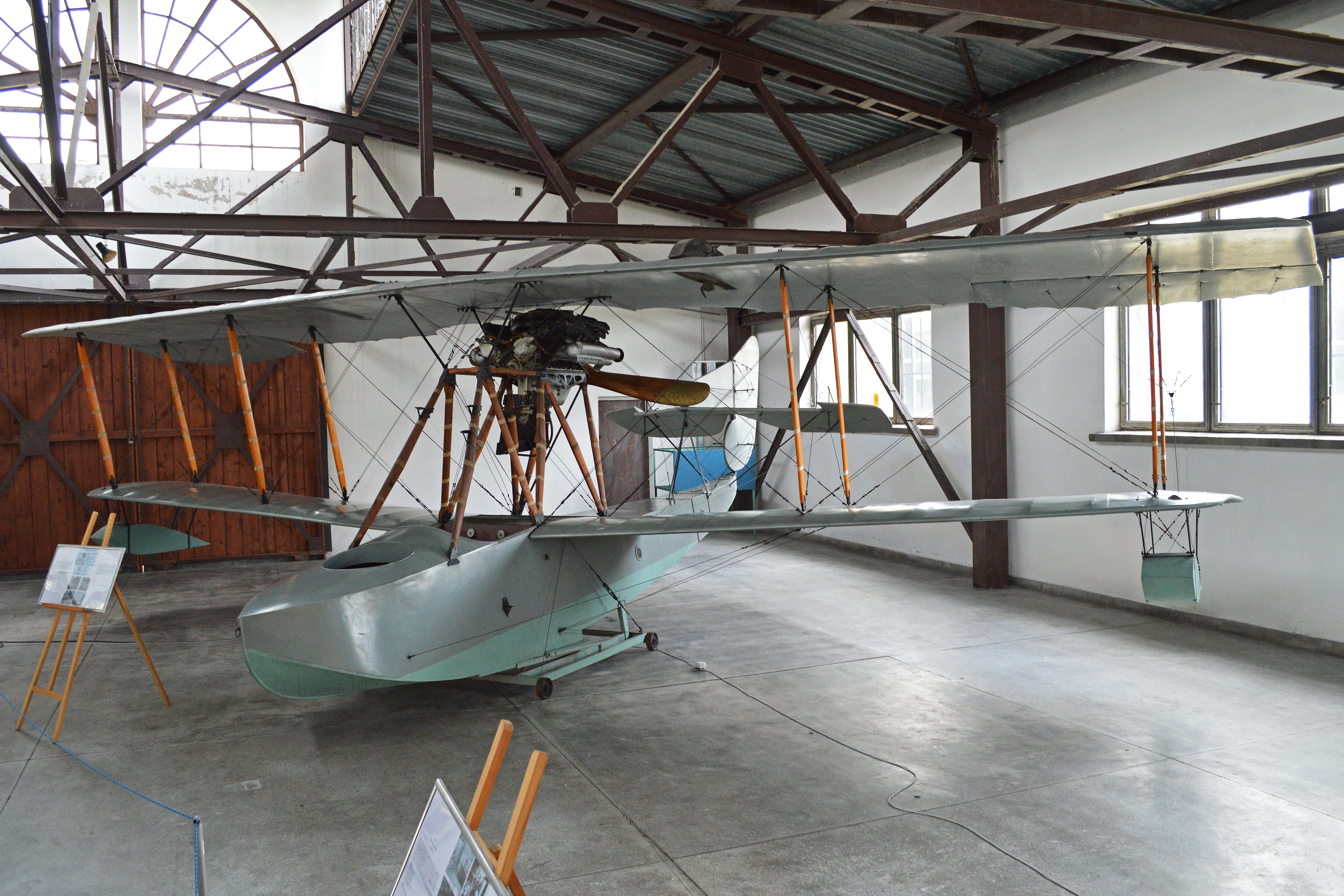
M-15 (1916)
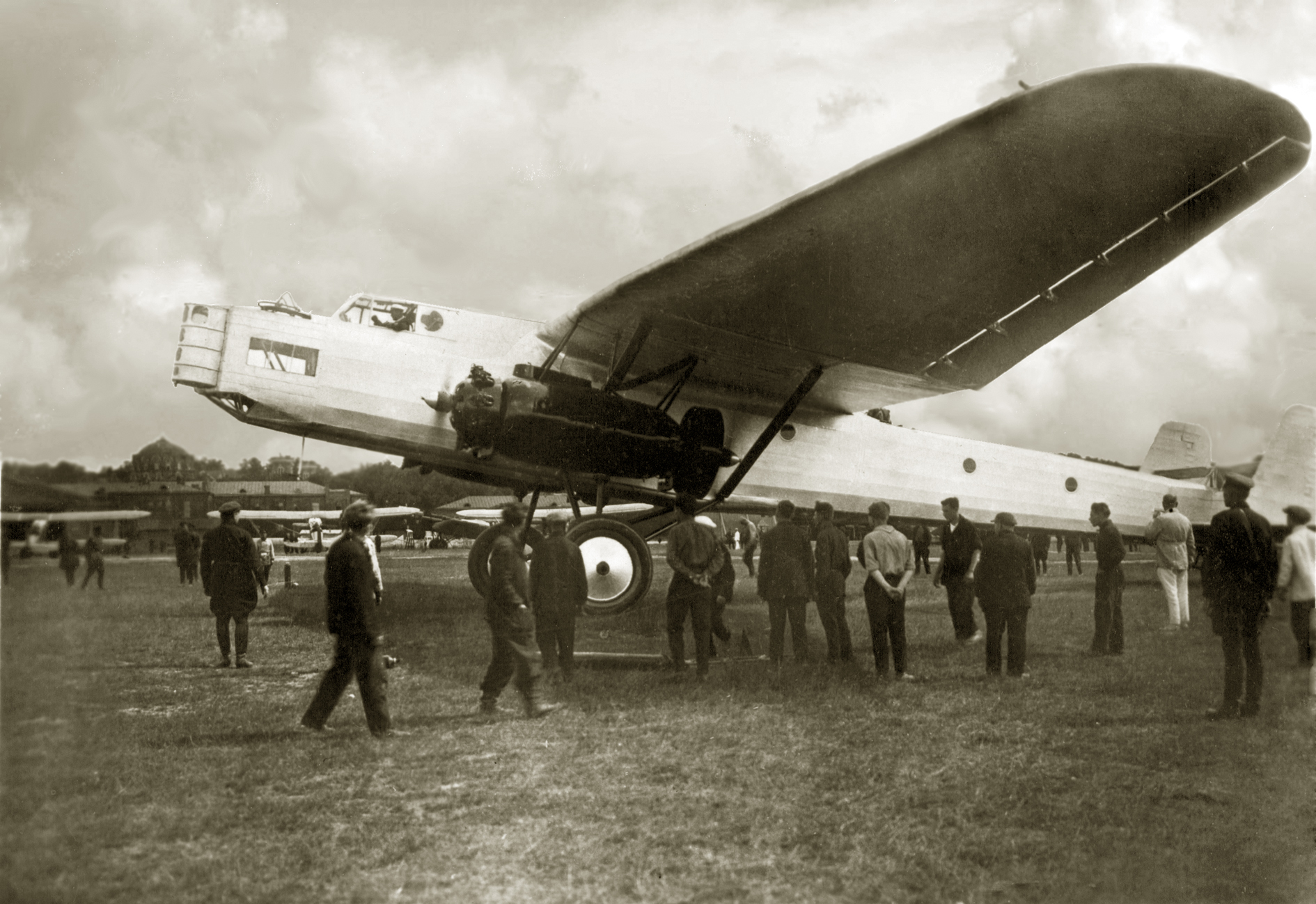
TB-5 (1931)
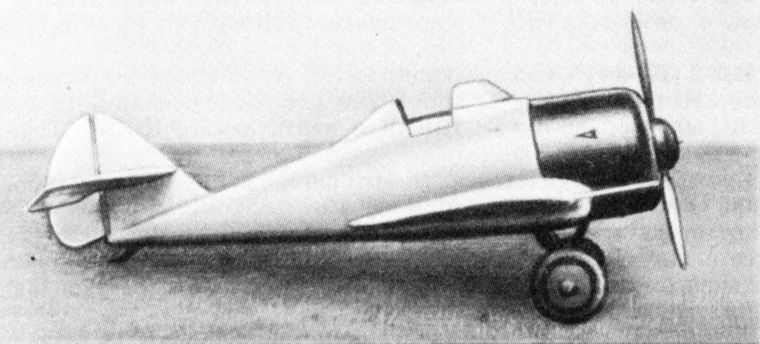
IP-1 (1935)